# Kaloskopi
Kaloskopi (griechisch Καλοσκοπή (f. sg.)) ist eine Ortschaft im Gemeindebezirk Gravia der griechischen Gemeinde Delfi. Der Ort hat 358 Einwohner (2011).
| 1981 | 299 |
| 1991 | 334 |
| 2001 | 335 |
| 2011 | 358 |